# De indiske fyrstestater
De indiske fyrstestater var vasalstater i Britisk Indien.
Da briterne erobrede Indien i 18. og 19. århundrede, lavede de ofte traktater med de stedlige herskere, for at sikre handelsretter, holde andre europæiske rivaler ude, eller vinde forbundsfæller mod mere aggressive fyrster. Disse stater udgjorde omkring ⅓ af arealet og ¼ af befolkningen i "Britisk Indien."
Fyrstestaternes handlefrihed blev langsomt indskrænket, da briternes magt tiltog. Man begyndte at betragte dem som arkaiske levn, eventuelt til at blive optaget af centralmagten. Under lapsus-doktrinen kunne briterne annektere en fyrstestat hvis herskeren var uduelig eller en lovlig arving manglede, som fx i Satara i 1848, Jhansi i 1853 og Awadh i 1856.
Situationen forandrede sig med Sepoy-oprøret i 1857. For det første behøvede briterne beviselige forbundsfæller imod oprør; for det andet var anneksionerne selv en årsag til oprøret – bl.a. var den afsatte dronning af Jhansi var en af krigens mere effektive generaler. Under den nye ordning ville der ikke være flere anneksioner. Briterne kunne imidlertid overtage magten, hvis en fyrste var mindreårig, uduelig, eller tyrannisk – men denne magt ville blive brugt med varsomhed.
Det er umuligt at give et fuldstændigt overblik over fyrstestaterne, da de eksisterede i hundredvis og med vidt forskellig størrelse, baggrund og kultur. Nogen var havde samme størrelse som England (Hyderabad og Kashmir), mens andre kunne måles i hektarer. Staternes herskere havde derudover et væld af forskellige titler: maharaja, raja, nizam, nawab, thakur; de var enten grundlagt af Mogulrigets embedsmænd eller af dens ubøjelige modstandere; de var rige eller fattige; muslimske, hindu eller sikh. Nogen var ledt af handlekraftige herskere der slavede for deres folks gode, nogen havde demoraliserede alkoholikere og narkomaner på tronen.
Den prægtige og excentriske indiske fyrste, der købte Rolls-Royce i snesevis og spillede i Monte Carlo, blev en stokfigur i populær-litteraturen.
Politiske reformer i 1921 frembragte et Fyrstelig Kammer, der skulle balancere den stigende nationalfølelse. Men fyrsterne kunne ikke enes og nationalisterne foragtede dem som britiske lakajer. Da Indien og Pakistan blev selvstændige i 1947 ved Indiens deling, måtte fyrsterne beslutte hvilket land de skulle tilslutte sig. Nogen af de større stater – Kashmir, Junagadh, Hyderabad, Cochin – havde håbet at blive uafhængige, hvilket imidlertid ikke lykkedes. I Kashmir og Hydeberad kom det til væbnede kampe, hvilket i Kashmir medførte, at landet de facto blev delt mellem Pakistan og Indien, og i Hydeberad førte til en indisk invasion.
I Indien gav den nye stat – endnu ikke en republik – tilskud til fyrsterne i udveksling for alt de havde overgivet. Nogle blev givet embeder – fx blev Kashmirs tronfølger Karan Singh Kashmirs guvernør. I 1971 blev tilskuddene afskaffet af premierminister Indira Gandhi. De gamle fyrstefamilier beholder ofte æresstillinger i deres lokale samfundsliv.
De fem vigtigste indiske fyrstestater:
- Hyderabad
- Kashmir
- Mysore
- Baroda
- Gwalior

Andre indiske fyrstestater:
- Porbandar, Gandhis fødested
- Patiala
- Bhopal
- Jaipur
- Udaipur
- Indore
- Kolhapur
- Travancore
- Bahawalpur
- Tripura
- Kapurthala
- Bikaner
- Jaisalmer
- Jodhpur
- Alwar
- Kotah
- Bundi
- Cooch Behar
- Kalat
- Chitral